# Тіло Боде (журналіст)
Тіло Боде (нім. Thilo Bode; 19 лютого 1918, Бохум — 3 січня 2014, Мюнхен) — німецький офіцер-підводник і журналіст, капітан-лейтенант крігсмаріне.

## Біографія
3 квітня 1936 року вступив на флот. З серпня 1939 року — командир батареї 222-го морського зенітного дивізіону у Вільгельмсгафені. З липня 1940 року — дивізійний офіцер на есмінці «Теодор Рідель». З 30 березня по 29 серпня 1942 року пройшов курс підводника. З вересня 1942 року — 1-й вахтовий офіцер на підводному човні U-505. 10 листопада 1942 року був важко поранений під час авіанальоту на U-505 і після повернення човна в Лор'ян 7 грудня був відправлений на лікування. Після одужання з 1 квітня по 9 травня 1943 року пройшов курс командира човна. З 10 травня по серпень 1943 року — знову 1-й вахтовий офіцер на U-505. З 30 вересня 1943 року — командир U-858, на якому здійснив 2 походи (разом 173 дні в морі). 14 травня 1945 року капітулював в Льюїсі. 10 квітня 1946 року звільнений.
Після звільнення пройшов практику в газеті Schwäbische Zeitung, після якої працював у Stuttgarter Wirtschaftszeitung і Frankfurter Allgemeine Zeitung. В 1952 році вступив на дипломатичну службу і працював прес-аташе німецького посольства в Делі. Потім повернувся в журналістику, працював кореспондентом Die Welt і Süddeutsche Zeitung в Делі і Сінгапурі. З 1972 року — кореспондент Süddeutsche Zeitung в Лондоні. Після виходу на пенсію жив в Мюнхені.

## Звання
- Кандидат в офіцери (3 квітня 1936)
- Морський кадет (10 вересня 1936)
- Фенріх-цур-зее (1 травня 1937)
- Оберфенріх-цур-зее (1 липня 1938)
- Лейтенант-цур-зее (1 жовтня 1938)
- Оберлейтенант-цур-зее (1 жовтня 1940)
- Капітан-лейтенант (1 квітня 1943)

## Нагороди
- Іспанський хрест в бронзі (6 червня 1939)
- Залізний хрест
  - 2-го класу (1940)
  - 1-го класу (1943)
- Нагрудний знак есмінця (1941)
- Нагрудний знак «За поранення» в сріблі (1943)
- Нагрудний знак підводника (липень 1943)
- Орден «За заслуги перед Федеративною Республікою Німеччина», офіцерський хрест